# Eighth Wonder (AAAのアルバム)
『Eighth Wonder』（エイス・ワンダー）は、2013年9月18日にavex traxから発売されたAAAの8枚目のオリジナルアルバム。

## 概要
- 前作『777 〜TRIPLE SEVEN〜』より約1年ぶりとなるAAA8枚目のオリジナルアルバム。
- オリジナルアルバムとしては初のCD2枚組で発売。
  - CDとミュージックカードの2種(計10種)が発売される。 ジャケットA、B、Cの3形態で発売。mu-moショップ限定盤PLAYBUTTONのみ発売。
  - ミュージックカードでは、イベント会場限定盤の7種で発売。
- 初回限定封入特典(3形態共通)には、8種中1種のトレーディングカードが封入される。
- DISC1は新曲1曲を含む全10曲、DISC2はメンバーデュエットによる新曲4曲とボーナストラック2曲の全6曲で構成されている。DISC2のメンバーデュエットによる新曲は37thシングル「Love Is In The Air」のCDのみにメドレーで先行収録された。
- 2013年9月17日付オリコンアルバムデイリーチャートで初登場1位を獲得している。
- AAAのオリジナルアルバムとしては初めてオリコンチャート1位を獲得した[1]。
- 2013年9月4日に発売されたシングル「恋音と雨空」は本オリジナルアルバムの先行シングルであり6・16曲目にアルバム用の別テイクで収められている。

このアルバムを引っ提げて「AAA TOUR 2013 Eighth Wonder」が行われた。

## 発売形態

### 発売形態表
| 販売型              | Disc                           | 収録簡易内容                                                         | 備考                                                   |
| ------------------- | ------------------------------ | -------------------------------------------------------------------- | ------------------------------------------------------ |
| 初回限定生産盤      | 2CD+DVD+オリジナルランチバッグ | CD1:M1〜M10 CD2:M1〜M6 DVD:Music Clip & Music Clip Making & Offshoot |                                                        |
| 通常盤              | 2CD+DVD                        | CD1:M1〜M10 CD2:M1〜M6 DVD:Music Clip & Music Clip Making & Offshoot |                                                        |
| 通常盤              | 2CD                            | CD1:M1〜M10 CD2:M1〜M6                                               |                                                        |
| mu-moショップ限定盤 | PLAYBUTTON                     | M1〜M16                                                              | DISC1とDISC2の内容が一緒に収録されている。             |
| 会場限定盤          | ミュージックカード             | M1〜M10                                                              | DISC1の内容が収録されている。メンバー写真の7種がある。 |

## 注意点
- 以上5形態の販売

38thシングル「恋音と雨空」は収録されているがカップリング曲の「MASK」は収録されていない

## 収録内容
CD (DISC1)
1. Eighth Wonder (Album Version) (5:59)
(作詞：Kenn Kato / Rap詞：Mitsuhiro Hidaka / 作曲：Daisuke Suzuki)
37thシングルのカップリング曲。
本アルバムのタイトルチューン、シングルバージョンと異なり歌い出しがサビから始まる。
2. PARTY IT UP (3:52)
(作詞：MUSOH / Rap詞：Mitsuhiro Hidaka / 作曲：GWEN, Stephen McNair)
36thシングル。
3. I KNOW,YOU KNOW (3:51)
(作詞：BOUNCEBACK, Hayato Kimura, DJ Another / Rap詞：Mitsuhiro Hidaka / 作曲：DJ Another)
新録曲。
4. ALIVE (4:51)
(作詞：Chie Sawaguchi, Mitsuhiro Hidaka / 作曲：GWEN, Stephen McNair)
36thシングルのカップリング曲。
5. Love Is In The Air (4:34)
(作詞︰MUSOH / Rap詞：Mitsuhiro Hidaka / 作曲：★STAR GUiTAR, MUSOH)
37thシングル。
6. 恋音と雨空 (with Intro) (5:27)
(作曲・作詞︰岡村 洋佑 / Rap詞：Mitsuhiro Hidaka)
38thシングル。シングルバージョンとは異なり、歌い出しの前にイントロが入る。
7. Miss you (4:52)
(作詞：MUSOH / Rap詞：Mitsuhiro Hidaka / 作曲：SiZK from ★STAR GUiTAR、MUSOH)
35thシングル。
8. ほほえみの咲く場所 (4:17)
(作詞：Yusuke Toriumi / Rap詞：Mitsuhiro Hidaka / 作曲：Tetsuya_Komuro / 編曲：Tohru Watanabe)
35thシングルのカップリング曲。
9. good day (5:32)
(作詞：leonn / Rap詞：Mitsuhiro Hidaka / 作曲：Kazuhito Kikuchi / 編曲：ats-)
34thシングルのカップリング曲。
10. 虹 (4:56)
(作詞・作曲：GReeeeN / 編曲：Takehito Shimizu & ats-)
34thシングル。

CD (DISC2)
1. Memory Lane (5:06) (浦田・與)
(作詞：Kenji Kabashima / 作曲：Kenji Kabashima, kosekibeatz)
新録曲。
2. TRAP (3:23) (宇野・伊藤)
(作詞：カミカオル / Rap詞：Mitsuhiro Hidaka / 作曲：BOUNCEBACK)
新録曲。
3. Believe (4:37) (日高・末吉)
(作詞︰Miss-art, Mitsuhiro Hidaka / 作曲：SiZK, Miss-art)
新録曲。
4. drama (4:31) (西島・宇野)
(作詞：Mitsuhiro Hidaka / 作曲：SiZK・MUSOH)
新録曲。
5. Eighth Wonder (Wonder Land Remix) (5:20)
(Remix and additional production Daisuke Suzuki)
6. 恋音と雨空 (Acoustic Version) (5:15)
(arrangement Kazuki Kumagai)

DVD
1. 虹 [Music Clip]
2. Miss you [Music Clip]
3. PARTY IT UP [Music Clip]
4. Love Is In The Air [Music Clip]
5. 恋音と雨空 [Music Clip]
6. Miss you [Music Clip Making]
7. PARTY IT UP [Music Clip Making]
8. Love Is In The Air [Music Clip Making]
9. 恋音と雨空 [Music Clip Making]
10. Miss you [Offshoot]
11. PARTY IT UP [Offshoot]
12. Love Is In The Air [Offshoot]
13. PARTY IT UP [Silhouette Version]